# Термоэлектрический эффект в графене
Термоэлектрический эффект в графене представляет собой преобразование потока тепла (градиента температуры) в электричество (ток в замкнутой цепи или напряжение при разомкнутой электрической цепи) в графене. В этом случае говорят о генерации энергии (эффект Зеебека) или термогенерации, но существует и обратный эффект (эффект Пельтье), когда ток вызывает охлаждение материала и говорят о термоохлаждении. Впервые эффект Зеебека наблюдался в работах.

## Общие положения
Теоретически как и всякий тепловая машина её эффективность ограничиваться эффективностью цикла Карно, но на практике потери приводят к выражению
{\displaystyle \eta =\left(1-{\frac {T_{c}}{T_{h}}}\right){\frac {{\sqrt {1+zT}}-1}{{\sqrt {1+zT}}+T_{c}/T_{h}}}},
где Tc и Th — холодная и горячая температуры создающие градиент, zT — безразмерный параметр характеризующий преобразование тепла в электричество для конкретного материала. Этот параметр представляется в виде
{\displaystyle zT={\frac {\sigma S^{2}T}{\kappa }}},
где σ=neμ — проводимость графена, n — концентрация носителей тока (электронов или дырок), e — элементарный заряд, μ — подвижность носителей тока, S — коэффициент Зеебека, T — температура, κ — теплопроводность графена. Для графена теплопроводность складывается из двух вкладов: электронной (κe) и фононной частей (κp). Для повышения эффективности преобразования тепла в электричество в графене нужно увеличить коэффициент Зеебека, проводимость, температуру, но уменьшать теплопроводность. Но эти величины оказываются связаны некоторыми соотношениями, например согласно закону Видемана — Франца проводимость пропорциональна и электронной теплопроводности, а формула Мотта гласит, что при увеличении проводимости уменьшается коэффициент Зеебека. Так как графен амбиполярный материал, то одновременное присутствие уменьшению и дырок приводит к уменьшению коэффициента Зеебека, поэтому для эффективной работы теплопреобразователей нужно иметь конечную концентрацию носителей тока и, задача сводится к попыткам увеличить произведение двух параметров σS2, поскольку уменьшение теплопроводимости обычно достигается внесением дефектов, что в свою очередь уменьшает проводимость.

## Коэффициент Зеебека
Формула Мотта для коэффициента Зеебека в графене (вырожденный газ) равна
{\displaystyle S=-{\frac {k_{B}}{\sigma e}}\int \sigma (E){\frac {E-E_{F}}{k_{B}T}}{\frac {\partial f(E)}{\partial E}}=-{\frac {\pi ^{2}k_{B}}{3e}}k_{B}T\left[{\frac {d\ln(\sigma _{E})}{dE}}\right]_{E=E_{F}}},
где E — энергия, EF — энергия Ферми, kB — постоянная Больцмана, f(E) — функция Ферми — Дирака. Здесь важно заметить, что увеличение коэффициента Зеебека можно добиться увеличением плотности состояний, как например в системах с меньшей размерности: графеновых нанолентах или квантовых точек из графена.

## Теплопроводность
Теплопроводность графена имеет два вклада: электронный
{\displaystyle \kappa _{e}=L\sigma T},
где L — число Лоренца, и фононный
{\displaystyle \kappa _{p}={\frac {1}{2}}c_{v}v_{s}\lambda _{ph}},
где cv — удельная теплоёмкость, vs — скорость звука, λph — длина свободного пробега фононов. Из-за рекордной теплопроводности в графене главный параметр отвечающий за эффективность преобразования тепла в электричество zT оказывается очень мал (~0.01), поэтому много исследований направлено на попытки уменьшить теплопроводность графена. Например этого можно добиться используя изотоп углерода, созданием различных дефектов.

## Теория термоэлектрического эффекта в графене
Плотность тока носителей заряда j и плотность потока тепла jQ связаны с электрическим полем E (которое также имеет смысл градиента потенциала с отрицательным знаком {\displaystyle E=-\nabla V}) и градиентом температуры {\displaystyle \nabla T} в линейном приближении
{\displaystyle {\begin{pmatrix}j\\j_{Q}\end{pmatrix}}={\begin{pmatrix}L^{11}&L^{12}\\L^{21}&L^{22}\end{pmatrix}}{\begin{pmatrix}E\\-\nabla T\end{pmatrix}}={\begin{pmatrix}I^{(0)}&-I^{(1)}/eT\\-I^{(1)}/e&I^{(2)}/e^{2}T\end{pmatrix}}{\begin{pmatrix}E\\-\nabla T\end{pmatrix}},}
где интеграл I(a) в приближении времени релаксации запишется в виде (μ — химический потенциал):
{\displaystyle I^{(a)}=\int d\varepsilon (\varepsilon -\mu )^{a}\left(-{\frac {\partial f^{0}(\varepsilon )}{\partial \varepsilon }}\right)\sigma (\varepsilon )}.
Здесь проводимость σ запишется через время релаксации τ, которое зависит от энергии:
{\displaystyle \sigma (\varepsilon )={\frac {e^{2}}{\pi \hbar }}{\frac {|\varepsilon |\tau (\varepsilon )}{\hbar }}}.
Коэффициент Зеебека определяется при отсутствии тока как отношение матричных коэффициентов S=L12/L11 и, при условии вырождения (энергия Ферми много больше температуры), превращается в приведённую выше формулу Мотта. Знание зависимости времени релаксации от энергии позволяет использовать формулу Мотта для определения доминирующего механизма рассеяния в графене, например различить рассеяние на фононах и на ионизированных примесях. Экспериментальные результаты полученные при низких температурах согласуются с предположением о вкладе экранированных примесей в графене в рассеяние носителей тока, причём неэкранированные примеси приводят к линейной зависимости коэффициента Зеебека от температуры 
{\displaystyle S=-{\frac {2\pi ^{2}}{3e}}{\frac {k_{B}^{2}T}{E_{F}}}\propto {\frac {1}{\sqrt {n}}}},
а экранированный потенциал — к квадратичной зависимости. Вклад нейтральных рассеивателей и фононов сильно (экспоненциально) подавлен при низких температурах и высоких концентрациях носителей тока. Вклад других рассеивателей, которые дают линейную зависимость проводимости от концентрации, такие как резонансные рассеиватели и состояния в центре зоны, приводят к другой функциональной температурной зависимости.